# A tettes
A tettes (eredeti cím: The Sinner) 2017 és 2021 között futott amerikai televíziós sorozat. A műfaja misztikus-thriller, a főszerepben Bill Pullman és Jessica Biel látható.
A sorozatot az Amerikai Egyesült Államokban az USA Network adta 2017. augusztus 2. és 2021. december 1. között. Magyarországon a Netflixre került fel.

## Cselekmény

### Első évad
Cora Tannetti katolikus családban nőtt fel, a húga súlyos beteg volt, ezért a halál bármikor beköszönthetett a házba. Az anyja kemény kézzel nevelte őt, szinte még a házból sem mehetett ki. Állandóan imádkoznia kellett a testvére életéért és semmilyen bűnt sem követhetett el, mert az anyja szerint az Úr akkor megbünteti őket és elveszi Cora testvére életét. A bűnbe egy tábla csoki is beletartozott, vagy egy magazin elolvasása, emiatt Cora eleinte sokszor kívánta a testvére halálát, de aztán megszerették egymást. A testi érintkezésről fantáziálgattak és mindenféle dolgokról beszélgettek, főleg olyanokról, amik számukra tabuk voltak. De ha Cora anyja rájött ezekre, akkor komoly büntetés következett. Cora apja már régen megunta ezt az életet, ezért nem is nagyon folyt bele a családi perpatvarokba. Egyébként is ő máshogy élt, a feleségét is megcsalta, és a lányaitól sem várta el a vasfegyelem betartását. De nem ő volt az úr a házban, ezért Cora sokat szenvedett.
Aztán amikor felnőtt lelépett otthonról, férjhez ment és gyereket is szült, de nem volt boldog. Az egyik nap azonban váratlan fordulatot vett az élete, mert börtönbe került. Cora brutálisan megölt egy férfit, több késszúrással végzett vele, mindezt fényes nappal, több szemtanú szeme láttára. A rendőrség azonnal őrizetbe veszi őt, Cora pedig bűnösnek vallja magát, ezzel az ügy le is zárul. Csakhogy egy nyomozó alaposabban utána akar járni a történteknek, ezért felmelegíti az ügyet.
Harry Ambrose-nak hívják ezt a nyomozót, ő valamit sejt a mélyben, ezért elkezd Cora nyakára járni. A szemtanúkat és a hozzátartózókat is felkeresi, próbál valami kézzel fogható információt szerezni. És össze is jön neki, de nem tudja eldönteni, hogy Cora hazudik-e neki, vagy sem. Aztán kiderül, hogy Cora múltjában el van ásva egy komoly titok, ami mindennek a nyitja lehet. Harry az egyik pszichológus segítségével tovább kutat Cora sötét agyában, és ahogy egyre mélyebbre jutnak, úgy derül ki a hihetetlen igazság.
Harry a magánéletben gondokkal küszködik, mert a feleségével megromlott a viszonya. Ennek az a legfőbb oka, hogy Harry nem tudja leküzdeni a pajzán szexuális hajlamait, és még mindig eljár egy nőhöz, akitől megkapja azt, amire vágyik.

## Szereplők
| Színész            | Szerep           |
| ------------------ | ---------------- |
| Bill Pullman       | Harry Ambrose    |
| Jessica Biel       | Cora Tannetti    |
| Jacob Pitts        | J.D.             |
| Peggy Gormley      | Barrett bíró     |
| Danielle Burgess   | Maddie           |
| Patti D’Arbanville | Lorna Tannetti   |
| C.J. Wilson        | William          |
| Enid Graham        | Elizabeth Lacey  |
| Christopher Abbott | Mason Tannetti   |
| Dohn Norwood       | Dan Leroy        |
| Abby Miller        | Caitlin Sullivan |
| Robert Funaro      | Ron Tanetti      |
| Rebecca Wisocky    | Margaret Lacey   |

## Epizódok
| Évad | Évad | Epizódok | Eredeti sugárzás   | Eredeti sugárzás     | Eredeti adó |
| Évad | Évad | Epizódok | Évadpremier        | Évadfinálé           | Eredeti adó |
| ---- | ---- | -------- | ------------------ | -------------------- | ----------- |
|      | 1    | 8        | 2017. augusztus 2. | 2017. szeptember 20. | USA Network |
|      | 2    | 8        | 2018. augusztus 1. | 2018. szeptember 19. | USA Network |
|      | 3    | 8        | 2020. február 6.   | 2020. március 26.    | USA Network |
|      | 4    | 8        | 2021. október 13.  | 2021. december 1.    | USA Network |

## Jelölések
| Év   | Díj                                     | Kategória                                                            | Jelölt       | Eredmény | Forrás      |
| ---- | --------------------------------------- | -------------------------------------------------------------------- | ------------ | -------- | ----------- |
| 2018 | Critics' Choice Television Awards       | Legjobb színész tévéfilmben vagy minisorozatban                      | Bill Pullman | Jelölve  | [ 2 ]       |
| 2018 | Critics' Choice Television Awards       | Legjobb színésznő tévéfilmben vagy minisorozatban                    | Jessica Biel | Jelölve  | [ 2 ]       |
| 2018 | Golden Globe-díj                        | Legjobb minisorozat vagy tévéfilm                                    | A tettes     | Jelölve  | [ 3 ]       |
| 2018 | Golden Globe-díj                        | Legjobb női főszereplő (minisorozat vagy tévéfilm)                   | Jessica Biel | Jelölve  | [ 3 ]       |
| 2018 | People’s Choice Awards                  | Az év darálásra legalkalmasabb műsora                                | A tettes     | Jelölve  | [ 4 ] [ 5 ] |
| 2018 | Primetime Emmy-díj                      | Legjobb női főszereplő (minisorozat, antológiasorozat vagy tévéfilm) | Jessica Biel | Jelölve  | [ 6 ]       |
| 2018 | Szaturnusz-díj                          | Legjobb televíziós műsor                                             | A tettes     | Jelölve  | [ 7 ]       |
| 2019 | Szaturnusz-díj                          | Legjobb televíziós akcióthriller-sorozat                             | A tettes     | Jelölve  | [ 8 ]       |
| 2019 | Szaturnusz-díj                          | Legjobb televíziós színész                                           | Bill Pullman | Jelölve  | [ 8 ]       |
| 2019 | Screen Actors Guild-díj                 | Legjobb színész (minisorozat vagy tévéfilm)                          | Bill Pullman | Jelölve  | [ 9 ]       |
| 2022 | Hollywood Critics Association TV Awards | Legjobb színész nemzetközi vagy kábeles antológiasorozatban          | Bill Pullman | Jelölve  | [ 10 ]      |